# 本森縣 (北達科他州)
本森县（英語：Benson County）是位於美国北达科他州東北部的一個縣。面積3,728平方公里。根據美國2000年人口普查，共有人口6,964人。縣治明尼沃肯（Minnewaukan）。該縣成立於1883年3月9日。縣名紀念聯合太平洋鐵路土地代理、達科他領地議員貝伯蒂尔·本森。